# Гассама, Ламин
Ламин Гассама (фр. Lamine Gassama; род. 20 ноября 1989, Марсель) — сенегальский футболист, защитник сборной Сенегала.

## Биография

### Клубная карьера
Ламин Гассама рос в северном пригороде Марселя в Ла Кастеллана, также как Зинедин Зидан. Первым молодёжным клубом стал «Мартиг». Проведя в клубе два года, он вернулся в родной Марсель, перейдя в местный клуб «Обань». Там привлек внимание селекционеров клуба «Олимпик Лион», получив предложение от академии клуба, на следующий год присоединился к команде.
В 2008 году подписал контракт с основной командой «Лиона». 2 сентября 2008 года было официально объявлено о заключении профессионального контракта. Дебютировал в основной команде 29 октября 2008 года в матче против «Сошо», матч завершился победой «Лиона» (2:0), а Гассама провел на поле все 90 минут. Гассама дебютировал в Лиге чемпионов, в заключительном матче группового турнира против «Баварии». Одной из главных задач Ламина было сдержать атакующие порывы вингера мюнхенцев Франка Рибери. Полностью выполнить задачу молодому защитнику не удалось, он был заменен на 64-й минуте матча, а «Лион» дома уступил (2:3).
В 2012 году перешёл в «Лорьян» на правах свободного агента, так как ему не удалось достичь договоренности о продлении контракта с «Лионом».

### В сборной
Ламин Гассама имел право выступать за сборную Франции и сборную Сенегала. Первоначально больше склонялся к «трёхцветным», даже сыграл 3 матча за их молодёжную сборную.
В мае 2011 года было объявлено, что Ламин будет играть за сборную Сенегала. 10 августа 2011 года дебютировал за Сенегал, в товарищеском матче против сборной Марокко, матч закончился поражением Сенегала (2:0).